# Família Lucchese
A Família Lucchese é uma das cinco famílias mafiosas que controlam o crime organizado em Nova Iorque.

## História

### Tom Reina
Gaetano "Tom" Reina foi o primeiro líder do que se chamaria a Família Lucchese. Reina era um dos principais homens na organização chefiada por Giuseppe "Joe the Boss" Masseria, que dominou o "Lower East Side" de Nova Iorque após o fim da Família Morello durante os anos de 1920. E sua influência se espalhava por toda a cidade.   
Reina era respeitado e bem-quisto pelos seus colegas do submundo criminoso ítalo-americano, mas não o bastante para evitar que ele fosse uma das primeiras vítimas da Guerra Castellammare entre Masseria e Salvatore "Little Caesar" Maranzano. Ele foi baleado no lado de fora da casa de sua tia na Avenida Sheridan, em 26 de fevereiro de 1930, por Vito Genovese, o futuro líder da Família Luciano-Genovese que na época era um pistoleiro de Masseria e um associado próximo de Charles "Lucky" Luciano, quem organizou o assassinato. Luciano sabia que Reina estava para mudar de lado e juntar-se a Maranzano, e isso ameaçava tornar a Família Maranzano mais poderosa e derrubar os planos de Luciano.
A escolha de Masseria para substituir Reina como chefe da ramificação do Bronx foi Giuseppe "Joe" Pinzolo, um homem tão odiado pela maioria dos seus subordinados que não demorou muito para ele ser assassinado, possivelmente pelo futuro chefe Gaetano "Tommy Three-Fingers Brown" Lucchese (embora outros nomes foram sugeridos como culpados). Lucchese, junto  com Gaetano "Tommy" Gagliano, foram naquele tempo suspeitos de aliança com Maranzano também, mas Luciano conseguiu convencê-los de que o futuro era dele. Seguindo os bem arquitetados assassinatos de Masseria e depois Maranzano, Luciano e os "Dois Tommys" uniram-se a outros mafiosos de alto escalão para reorganizar a estrutura da Máfia.

### Os dois Tommys assumem
Deste modo, eram Cinco Famílias que se tornaram os pilares que sustentavam a Máfia Americana, e o novo chefe da ramificação antes liderada por Pinzolo era Tommy Gagliano, com Tommy Lucchese como seu subchefe. A dupla liderou a Família através de áreas lucrativas como indústrias têxteis e de transportes, e cuidava de seus homens de um jeito que os outros chefes mafiosos teriam que fazer muito melhor para retrucar.
Quando Gagliano faleceu em 1953, Lucchese, que havia sido leal a seu chefe do início ao fim, assumiu como chefe, e continuou nos moldes tradicionais que Gagliano havia estabelecido, fazendo da Família que agora carregava seu nome uma das mais lucrativas de Nova Iorque. Mais tarde, Lucchese conseguiu o controle dos sindicatos do caminhoneiros (Teamsters), das cooperativas de trabalho e das associações comerciais, e fez esquemas no Aeroporto de Idlewild. Ele também conseguiu obter conexões estreitas com políticos e membros do judiciário, que ajudaram a Família em várias ocasiões. Tudo isso enquanto mantinha um perfil impecável perante o público e às autoridades, o que era muito enaltecido nos círculos da Máfia. Por mais de 44 anos na Máfia Lucchese não recebeu uma só condenação criminosa.
Nos últimos dias de sua vida, Lucchese sofreu vários problemas de saúde e seu coração finalmente parou em 13 de julho de 1967. O homem que assumiu a chefia da Família foi Carmine "Gribbs" Tramunti. Nesse tempo, Tramunti tinha quase 70 anos de idade e ele próprio tinha problemas de saúde, mas a pessoa que era aguardada para assumir a chefia, Anthony "Tony Ducks" Corallo estava na prisão. Tramunti foi escolhido como chefe apenas para cuidar das coisas enquanto Corallo servia sua sentença. 
Ele encarou numerosas acusações criminais durante sua época como chefe da Família e foi condenado por financiar uma grande operação de tráfico de heroína. Também foram presos e condenados Vincent Papa e Anthony Loria no infame caso Conexão Francesa. Esse esquema foi responsável pela distribuição de milhões de dólares em heroína acima e abaixo da Costa Leste durante os primeiros anos da década de 1970, que por sua vez levou a um grande esquema de corrupção na polícia nova-iorquina. O objetivo e a profundidade do esquema ainda é desconhecida, mas autoridades suspeitam que oficial ou oficial do departamento de polícia que permitiram acesso à sala de evidências, onde centenas de quilogramas de heroína conseguidas no caso Conexão Francesa foram roubados e substituídos por farinha. A substituição foi percebida quando oficiais viram insetos comendo todas os sacos de "heroína". Neste ponto, uma droga que tinha o valor de US$ 70 000 000,00 nas ruas sumiram. O crime foi descoberto e prisões foram feitas. Certos mandantes foram condenados, incluindo Papa - que seria assassinado em uma prisão federal em Atlanta, Georgia; vários motivos conflitantes sobre o porquê do homicídio foram sugeridos). Esses foram os tempos de Serpico e a Comissão Knapp do DEA.
Corallo assumiu após a prisão de Tramunti em 1974.                                 

### Tony Ducks
Com a reputação de ducking ("escapar") de condenações criminais, Corallo foi um chefe nos moldes de Tommy Lucchese. Esteve extremamente envolvido no controle sindical e trabalhou estreitamente com Jimmy Hoffa, o presidente internacional do Sindicato dos Caminhoneiros. A Família prosperou sob sua liderança, particularmente com tráfico de drogas, mas as autoridades tinham-no como alvo.
O FBI conseguiu plantar uma escuta no carro de Corallo no início da década de 1980. No carro foi onde ele teve a maioria dos encontros e foi perfeitamente ouvido conversando sobre vários casos da Máfia. O julgamento R.I.C.O. que se seguiu levou Corallo a encarar inúmeras condenações e foi enviado para a prisão, onde ele ficara o resto de sua vida (faleceu em 2000).           
A escolha de Corallo de seu sucessor foi Vittorio "Vic" Amuso.

### A mão de ferro de Amuso
O período que se seguiu foi um dos mais turbulentos que Família Lucchese já viu, comparada à relativa calma sob os chefes anteriores. Amuso e seu subchefe, Anthony "Gaspipe" Casso esteviram implicados em um caso envolvendo a instalação de milhares de janelas em Nova Iorque com preços superfaturados. 
A dupla ficou foragida em 1990, regendo a Família de longe e ordenando a execução de qualquer um que eles achassem que poderia trazer problemas, incluindo a ramificação inteira de New Jersey da Família chefiada por Michael Taccetta, que alegaram estar retendo os pagamentos de Amuso.                                                                                          
O que se seguiram foram um série execuções mal feitas lideradas por membros da Família  que viravam informantes para salvar suas próprias peles. As execuções planejadas foram tantas que mesmo Alphonse "Little Al" D´Arco, o chefe interino enquanto Amuso estava foragido, tinha pouca escolha a não ser virar informantes das autoridades para salvá-lo e a sua família de Amuso e Casso e suas ordens cada vez mais imprevisíveis.
Em 29 de julho de 1991, o FBI capturou Amuso na Pensilvânia, e dois anos depois Casso foi pego em New Jersey. Amuso resistiu a todas às tentativas da polícia para sair da Máfia, mas Casso não resistiu muito tempo. Infelizmente para Casso, seu testemunho provou ser tão inconsistente que terminou acusado de descumprir o acordo para ajudar às autoridades e lhe foi recusado o abrandamento da sentença por seus vários crimes.

### Chefes interinos
Joseph "Little Joe" Defede foi o escolhido para chefiar interinamente a Família Lucchese, embora Amuso continuasse a mexer as cordas por trás das grades. Quando Amuso chegou a crer que DeFede estava roubando dinheiro da sua própria Família, DeFede decidiu se tornar testemunha do governo para poupá-lo da fúria de seu chefe. Steven Crea foi o próximo homem a assumir a chefia, mas ele durou apenas alguns meses antes de ser mandando para a prisão por acusações de extorsão, embora com sua soltura em aproximadamente em 2006 ele seja considerado o mais provável a chefiar por muito tempo. Para completar um trio bem infeliz de chefes interinos, Louis Daidone fois condenado por assassinato após o testemunho de D´Arco em setembro de 2004.

## Policiais da máfia
Em abril de 2006 foi revelado que dois respeitados policiais de Nova Iorque estavam também trabalhando como assassinos contratados e informantes para Casso. Lous Eppolito e Stephen Caracappa gastaram muito de seus 44 anos no Departamento de Polícia da cidade cometendo assassinatos e vazando informação confidencial para a Família Lucchese, nesse momento comandada por Felipe Lucchese. Eles participaram de oito assassinatos entre 1986 e 1990, e em um período de seis anos receberam US$ 375 000,00 de Casso como suborno e pagamento pelos "contratos" de execução.
Entre seus contratos estava um com o objetivo de colocar James Hydell em um porta-malas de um carro e entregá-lo a Casso. O corpo de Hydell nunca foi encontrado. Eles também balearam Bruno Facciola, que foi encontrado no Brooklyn, num porta-mala de um carro, com um canário em sua boca. Depois de ser averiguado em uma blitz de rotina, Eddie Lino foi morto em uma rodovia ao lado de seu Mercedez-Benz. 
Eppolito também fez parte de um elenco de um filme de 1990, GoodFellas (Os Bons Companheiros).

## Atual posição e atual liderança
Vic Amuso permanece o chefe oficial da Família Lucchese embora servindo prisão perpétua. Não está claro quanta influência ele tem sobre a Família da sua cela. Nos últimos anos, uma trindade regente esteve operando a Família. Joseph DiNapoli, com menos um ano de idade, Aniello "Niel" Migliore, e Matthew Madonna. Todos os três são capos há muito tempo, mas se acredita que Miglione tem a palavra final sobre as decisões. Migliore tem sido o mais operante na Família por mais de 30 anos e dizem que ele é muito respeitado nas ruas.
Recentemente o antes chefe interino Steven Crea foi solto da prisão depois de servir por quatro anos. Apelidado "Stevie Wonder", Crea esteve envolvido em construção civil e é considerado um sujeito que ficará por cima nos negócios da Família. Ainda sob as restrições da condicional, ainda há de se saber o que Crea fará para os Luccheses no futuro.                                                           
Desde há alguns anos que, depois de sofrer terrivelmente por "vira-casacas", processos federais e conflitos internos devido a má liderança, a Família Lucchese tem evitado mais indiciamentos federais dramáticos. Discutivelmente, Migliore e sua equipe talvez tenham conseguido trazer alguma estabilidade para a Família Lucchese.

## Chefes
- 1922–1930: Gaetano "Tommy" Reina:[4] assassinado em 26 de fevereiro de 1930
- 1930: Bonaventura "Joseph" Pinzolo:[4] assassinado em 5 de setembro de 1930
- 1930–1951: Tommaso "Tommy" Gagliano:[4] aposentado em 1951, morreu em 16 de fevereiro de 1953
- 1951–1967: Gaetano "Tommy Brown" Lucchese:[4] morreu em 13 de julho de 1967 [5][6][7]
  - Interino 1966–1967: Carmine Tramunti: renunciou
  - Interino 1967: Ettore "Eddie" Coco:[4] renunciou
- 1967–1973: Carmine "Mr. Gribbs" Tramunti:[4] aprisionado em outubro de 1973
- 1973–1986: Anthony "Tony Ducks" Corallo:[4] indiciado em 15 de fevereiro de 1985, condenado em 19 de novembro de 1986 no Julgamento da Comissão e foi sentenciado, em 13 de janeiro de 1987, a 100 anos de prisão. renunciou
- 1986–presente: Vittorio "Vic" Amuso:[4][8] preso em 1991, sentenciado a prisão perpétua em Janeiro de 1993[2]
  - Interino 1991: Alphonse "Little Al" D'Arco:[4] rebaixado e tornou-se membro de um "painel de decisão"[9]
  - Interino 1995–1998: Joseph "Little Joe" DeFede:[10] aprisionado em 1998
  - Interino 1998–2000: Steven "Stevie" Crea:[4] aprisionado em 6 de setembro de 2000[3]
  - Interino 2000–2003: Louis "Louie Bagels" Daidone:[4] aprisionado em março de 2003, recebeu uma sentença de prisão perpétua em Janeiro de 2004
  - Interino 2009–2017: Matthew "Matty" Madonna: indiciado em 2007 e 2009; indiciado em 2017 e renunciou,[11][12][13][14][15] sentenciado a prisão perpétua em 2020[16][17]
  - Interino 2017–presente: Michael "Big Mike" DeSantis[15]

## Membros-líderes
- Carmine Avellino
- John Baudanza
- John Capra
- Joseph Caridi
- Eugene Castelle
- John Castellucci
- John Cerrella
- Steven Crea
- Ralph Cuomo
- Domenico Cutaia
- Philip DeSimone
- Joseph DiNapoli
- Joseph Giampa
- Matthew Madonna
- Vincent "Vinny Casablanca" Mancione
- Aniello Migliore
- Anthony "Razor" Pezzullo
- Carmelo "Carlo" Profeta
- Anthony "Tony Blue Eyes" Santorelli
- Joseph Truncale
- Dominic Truscello
- Arthur Zambardi